# Глэйзбрук, Ричард Тетли
Сэр Ричард Тетли Глэйзбрук (англ. Richard Tetley Glazebrook ; 18 сентября 1854, Ливерпуль — 15 декабря 1935, Лимпсфилд) — английский физик-экспериментатор, профессор, член Лондонского королевского общества (1882). Президент Лондонского общества физиков (1903—1905).

## Биография
Сын хирурга. Обучался до 1870 года в Далидж-колледже, затем в 1870—1872 годах в Ливерпульском колледже.
До 1876 года изучал математику в Тринити-колледж (Кембридж).
В 1876—1795 работал в Кавендишской лаборатории под руководством Джеймса Клерка Максвелла и Джона Уильяма Стретта.
В 1881—1897 годах был преподавателем математики и физике в Тринити-колледже, читал лекции по математике в Кембриджском университете, в 1898 году был назначен директором Ливерпульского университета.
С момента основания в 1900 году до 1919 года — первый директор Национальной физической лаборатории Великобритании.
После ухода на пенсию вернулся в университет Кембриджа, где редактировал Словарь прикладной физики (Dictionary of Applied Physics). С 1920 по 1923 год — профессор и директор Департамента аэронавтики Имперского колледжа в Лондоне.
Оставался членом Генерального совета Национальной физической лаборатории Великобритании и возглавлял его Исполнительный комитет с 1925 по 1932 год.

## Научная деятельность
Исследования Р. Т. Глэйзбрука посвящены оптике, термометрии, электрическим измерениям, определению фундаментальных физических постоянных, провёл важные исследования в области аэронавтики. Изобрёл поляризационную призму из кристалла исландского шпата, применяемую в качестве поляризатора или анализатора в поляризационных приборах (призма Глэйзбрука). Совместно с Дж. Максвеллом исследовал распространение волн в двухосных кристаллах.
В 1883 году разработал теорию вогнутой дифракционной решетки. Был президентом ряда научных обществ.
Вице-президент Лондонского королевского общества в 1919—1920 и 1924—1928 годах. Секретарь его иностранной секции (1926—1929).

## Избранные труды
Автор многих учебников по физике.
- A dictionary of applied physics (5 vols.) edited by Richard Glazebrook I. Mechanics, engineering, heat; II. Electricity; III. Meteorology, metrology; IV. Light, sound, radiology, aeronautics, metallurgy. General Index (London : Macmillan, 1922—1923)
- Mechanics Dynamics (Cambridge University Press, 1911)
- Mechanics Hydrostatics (Cambridge University Press, 1916)
- Physical optics (London, New York: Longmans, Green, 1886)
- Laws and properties of matter (London, K. Paul, Trench, Trübner & co., ltd., 1893)
- Heat: an elementary text-book, theoretical and practical, for colleges and schools (Cambridge University Press, 1894)
- Light, an elementary text-book, theoretical and practical (Cambridge University Press, 1912)
- Electricity and magnetism. An elementary text-book, theoretical and practical (Cambridge University Press, 1903)
- Practical physics (London, Longmans, 1889)
- James Clerk Maxwell and modern physics (New York: Macmillan, 1896)
- Science And Industry The Rede Lecture 1917 (Cambridge University Press)

## Награды
- Компаньон Ордена Бани (1910)
- Рыцарь-бакалавр (1917)
- Рыцарь-командор Ордена Бани (1920)
- Рыцарь-командор Королевского Викторианского ордена (1934)
- Медаль Хьюза (1909)
- Медаль Альберта (Королевское общество искусств) (1918)
- Королевская медаль (1931)
- Золотая медаль Королевского аэронавигационного общества (1933)

В честь учёного британское научное общество Институт физики учредило Медаль Глэйзбрука за достижения в области физики.